# Absh Khatun
Absh Khatun var regerande monark av Shiraz mellan 1263 och 1287. Hon var den sista monarken av Atabegdynastin i Persien. Hon var dotter till Bibi Khatun av Kirman och gift med Manku Timur av Ilkhanatet. Hon placerades som regent i Shiraz av sin svärfar Hülegü sedan han hade avsatt Seljuk Shah.